# Bride Flight
Bride Flight is een Nederlandse film uit 2008 van Ben Sombogaart. Naar aanleiding van het scenario schreef auteur Marieke van der Pol de roman Bruidsvlucht. Deze roman kwam eerder uit dan de film. Ilse DeLange zingt en schreef het titelnummer Miracle.
De film werd opgenomen in onder andere Nederland, Luxemburg en Nieuw-Zeeland.

## Verhaal
De film strekt zich uit over de periode 1953 - 2008, niet chronologisch.
In 1953 wint een KLM-vliegtuig The Last Great Air Race Londen - Christchurch (Nieuw-Zeeland). Omdat tientallen jonge vrouwen meevliegen die emigreren en op weg zijn naar hun verloofde om met hem te trouwen in Nieuw-Zeeland wordt deze vlucht omgedoopt in de 'Bruidsvlucht'.
Tot de vrouwen behoren Marjorie (Elise Schaap), Esther (Anna Drijver) en Ada (Karina Smulders). De laatste is drie maanden zwanger. Deze zwangerschap ontstond toen ze een overlevende van de watersnoodramp wilde troosten en nu is ze op weg naar haar echtgenoot Derk (Micha Hulshof), met wie ze dus inmiddels met de handschoen is getrouwd.
Ook de 25-jarige Frank (Waldemar Torenstra) vliegt mee. Hij emigreert vanwege het klimaat in Nederland en omdat hij in Indië, waar hij is geboren, niet meer kon leven. Daar is hij tijdens en na de Tweede Wereldoorlog zijn familie kwijtgeraakt door de jappenkampen. Hij is dus niet op weg naar een geliefde. Tijdens de reis wordt hij verliefd op Ada, waar hij in het vliegtuig naast zit.
Hij zal altijd een rol blijven spelen in het leven van alle drie de vrouwen.
- Marjorie trouwt in Nieuw-Zeeland en leidt een gelukkig leven. Ze wordt zwanger, maar het blijkt een buitenbaarmoederlijke zwangerschap te zijn. Ze verliest haar kind en door een operatie aan beide eierstokken kan ze geen kinderen meer krijgen.
- Esther wordt ongewenst zwanger. Het is van Frank, maar dat vertelt ze jarenlang aan niemand. Esther is als joods meisje haar hele familie kwijtgeraakt door de Tweede Wereldoorlog en is bang om haar kind joods op te voeden. Ze vraagt of Majorie en Hans haar kindje willen opvoeden als hun eigen kind. De drie sluiten een verbond en zonderen zich vervolgens af gedurende de laatste twee maanden van de zwangerschap. Marjorie doet de bevalling zonder hulp van een arts of verloskundige. Esther krijgt een zoon - Bobby - en Marjorie laat de buitenwereld geloven - ook haar familie in Nederland - dat zij de biologische moeder is.
- Ada is getrouwd met de streng gereformeerde Derk en ze krijgen drie kinderen. Op een gegeven moment ontstaat, via Marjorie, een briefwisseling met Frank, die wijngaardenier is geworden. Deze briefwisseling houdt ze geheim voor haar echtgenoot. Derk komt er toch achter en is woedend. Hij zegt haar dat ze haar excuses moet aanbieden aan de dominee. Als zij dit uiteindelijk niet doet, probeert Derk haar dezelfde avond seksueel te benaderen. Zij duwt hem van zich af en tijdens dezelfde nacht wordt ze in haar slaap overvallen door Derk die bovenop haar springt en haar haar afknipt.

De volgende dag vlucht Ada en intuïtief komt ze uit bij Frank waar ze een paar dagen verblijft. Ada bedenkt ook de naam "Druivebloed" voor de eerste wijn die de wijngaard voortbrengt. De wijngaard zal die naam later ook dragen.
Derk komt dan naar Frank om haar op te halen; niet voor zichzelf, maar voor de kinderen. Ada kiest voor Frank die Derk van zijn terrein afjaagt.
Frank blijft bevriend met Esther, Marjorie, Hans en Bobby. Vooral Frank en Bobby hebben een goede band waarbij rugby een belangrijke rol speelt. Marjorie houdt het contact tussen Esther en Bobby erg tegen. Ze vindt het wel goed dat Bobby meegaat met Frank en Ada, die een uitstapje gaan maken, maar wil mee als ze hoort dat Esther hen vergezelt. Al deze jaren weet ze niet dat Frank de biologische vader is van Bobby. Zelfs Frank weet het niet...
Ze gaan met zijn allen naar een natuurpark waar Esther aan Bobby een verhaal vertelt over diamanten in een zwavelgrot en hoe levensgevaarlijk het is om die te delven. Bobby wil het toch proberen en krijgt een ongeluk. Hij moet naar het ziekenhuis. Majorie stuurt iedereen weg uit het ziekenhuis. Ada, die al eerder in de auto is gaan zitten, heeft het gegil van Bobby gehoord en wordt geconfronteerd met het gemis van haar eigen kinderen. Als Esther en Frank bij de auto komen blijkt ze verdwenen te zijn. Ze is teruggegaan naar haar gezin.
Esther komt, nadat Bobby weer thuis is, op bezoek bij Hans die haar toch naar Bobby laat gaan. Tegen de zin van Majorie gaat ze naar zijn kamertje. Ze zegt dat hij op haar in de Holocaust overleden jongere broertje Sal lijkt en geeft Bobby een menora en Joodse koekjes die ze zelf gebakken heeft. Ze spreekt Nederlands tegen hem wat hij niet verstaat.
Marjorie besluit om met Hans en Bobby te emigreren naar Nederland. Esther ziet tot haar verbijstering dat de menora bij het vuilnis is gezet. Het gezin vertrekt zonder afscheid te nemen van Frank of Esther. Zij rijden naar het vliegveld in de hoop hen nog te kunnen zien. Op het vliegveld laat Esther via een subtiel gebaar aan Marjorie weten dat Frank de vader is van Bobby.
In 2008 overlijdt Frank (Rutger Hauer). Ada (Pleuni Touw), Esther (Willeke van Ammelrooy) en Marjorie (Petra Laseur) krijgen een rouwkaart via de post. Daarin staat: Frank de Rooy, geboren in Djakarta, 7 mei 1928, en overleden in Longbush, 19 februari 2008.
Esther belt Marjorie, die inmiddels weer in Nederland woont, en Ada.
Ada, Esther, Marjorie en Bob(by) - met zijn dochter - komen allemaal op de begrafenis. (Hans, de 'vader', is eerder overleden). Bob(by) blijkt getrouwd te zijn met een Joodse vrouw en de dochter is dus ook Joods. Esther beseft dat ze totaal onverwachts terug is gekomen bij haar roots.
Esther en Marjorie overleggen of ze alsnog bekend zullen maken wie de biologische ouders zijn van Bob. Ze besluiten dat ze jaren geleden misschien een vergissing hebben begaan, maar de pijn niet willen leggen bij degenen die er geen schuld aan hebben, dus ze laten het zoals het is. Dus het wordt Bobby uiteindelijk niet verteld.

## Rolverdeling
| Acteur                | Personage | Opmerkingen |
| --------------------- | --------- | ----------- |
| Waldemar Torenstra    | Frank     |             |
| Anna Drijver          | Esther    |             |
| Karina Smulders       | Ada       |             |
| Elise Schaap          | Marjorie  |             |
| Micha Hulshof         | Derk      |             |
| Mattijn Hartemink     | Hans      |             |
| Mykola Allen          | Bobby     |             |
| Marc Klein Essink     | Bob       | heden       |
| Rutger Hauer          | Frank     | 2008        |
| Willeke van Ammelrooy | Esther    | heden       |
| Pleuni Touw           | Ada       | heden       |
| Petra Laseur          | Marjorie  | heden       |
| Jacques Commandeur    | Derk      | 2008        |

## Wetenswaardigheden

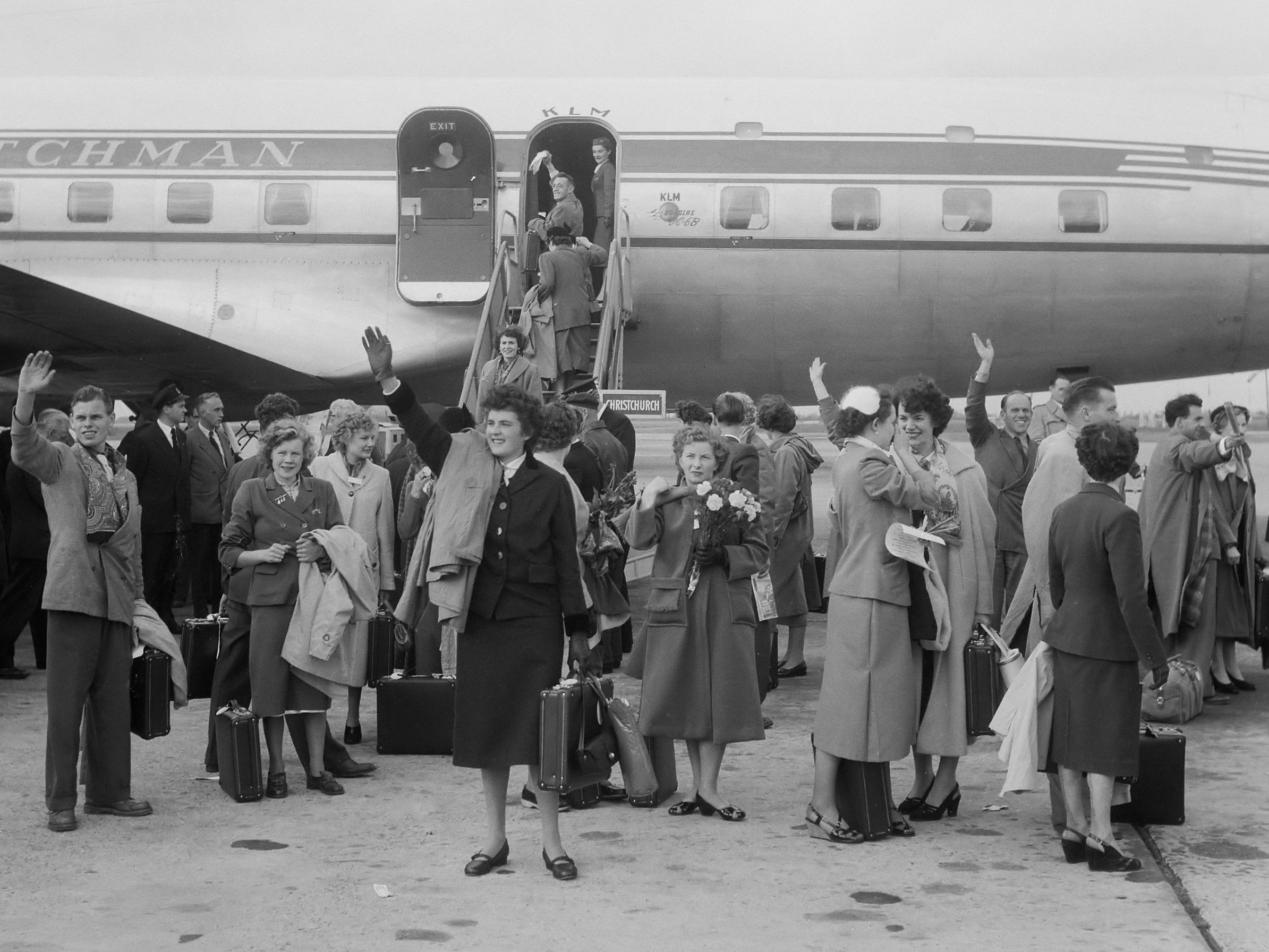
Vertrek KLM DC-6, deelnemer aan de London-Christchurch Canterbury Centennial Air Race (1953)

- Bride Flight speelt zich voor een deel af tijdens de London-Christchurch luchtrace. Die race heeft daadwerkelijk plaatsgevonden De KLM heeft daaraan deelgenomen en won de handicap sectie. In het vliegtuig zaten een vijftigtal bruiden.